# Abrocoma cinerea
Il ratto cincillà cenerino (Abrocoma cinerea) è una specie di roditore appartenente alla famiglia abrocomidae, localizzato in Cile, Argentina, Bolivia e Perù.

## Descrizione
La lunghezza complessiva di questi esemplari è di 43 cm. Presentano una morbida pelliccia argentata sul dorso, con striature bianco latte sul petto. Le zampe anteriori possiedono 4 dita, mentre quelle posteriori 5.

## Distribuzione e habitat
Abita prevalentemente la catena montuosa delle Ande in Perù, ad altezze variabili di 3850–5000 m.

## Alimentazione e riproduzione
Questa specie è diurna, a partire dal crepuscolo riposa in tane scavate nel terreno che possono arrivare a contare fino a 6 individui. In queste tane avviene anche la riproduzione, la quale comprende un periodo di gestazione di 118 giorni. Si nutre di semi, radici, frutta, noci e insetti.

## Conservazione
La Lista rossa IUCN classifica Abrocoma cinerea come specie a rischio minimo (Least Concern).
Talvolta questi animali sono cacciati per le loro pelli che vengono impiegate per la realizzazione di borse e altri oggetti, pronti per essere venduti nei mercati locali. Tuttavia si tratta anche di una specie fortemente invasiva, in grado di scendere a valle per attaccare i campi di grano e adattarsi senza problemi ai mutamenti del proprio territorio.